# Louis Gérardin (1862-1907)
Pour les articles homonymes, voir Louis Gérardin et Gérardin.
Louis Gérardin, né le 20 octobre 1860 à Murtin-et-Bogny et mort le 26 septembre 1907 à Castelsarrasin, est un industriel métallurgiste français et cofondateur de la Compagnie française des Métaux (CFM).

## Biographie
Né près de Charleville, diplômé des Arts et Métiers (Châlons, promotion 1877), Louis Gérardin débute à la Compagnie de l'Est, à Mohon, puis entre ensuite à l'usine Saint-Charles, à Charleville. Il est ensuite ingénieur des ateliers aux usines de Flohimont, puis est nommé directeur des établissements à Déville-lès-Rouen, de la Compagnie française des Métaux. Toujours dans les mêmes établissements, il devient directeur de l'importante usine de Castelsarrasin.
En 1907, Georges Vésier en dresse ce portrait édifiant :
« Énergique travailleur, homme d'initiative et de grande clairvoyance, Louis Gérardin devait à ses qualités précieuses sa brillante situation lorsque la mort implacable l'a ravi à sa famille inconsolable et à ses nombreux amis. »
« À ces qualités techniques, Louis Gérardin joignait d'excellentes qualités morales. D'un abord toujours bienveillant, il était équitable, bon, affable ; tout en conduisant chacun dans la voie que lui traçait le sentiment du devoir, il savait se faire aimer de tous. »

Il meurt le 26 septembre 1907.
« Notre regretté camarade Louis Gérardin, Directeur des usines de la Compagnie française des Métaux, à Castelsarrasin, a succombé à la fleur de l'âge, le 26 septembre 1907, après une longue et douloureuse maladie. »